# Sonronius dahlbomi
Sonronius dahlbomi är en insektsart som beskrevs av Zetterstedt 1840. Sonronius dahlbomi ingår i släktet Sonronius och familjen dvärgstritar. Arten är reproducerande i Sverige. Inga underarter finns listade i Catalogue of Life.